# Andy Bown
Andrew Steven Bown (* 27. März 1946 in Beckenham) ist ein britischer Musiker und Keyboarder der Rockgruppe Status Quo.

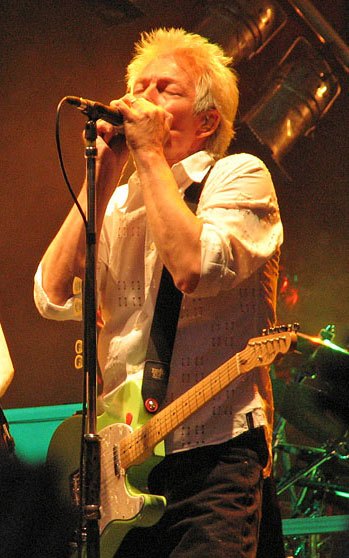
Andy Bown (2007)

## Leben
Andy Bown gründete 1965 die Gruppe The Herd, der sich später auch Peter Frampton anschloss. Mit den Singles From the Underworld und I Don’t Want Our Loving to Die sowie dem Album Paradise Lost hatten The Herd insbesondere bei jüngeren Fans großen Erfolg.
The Herd lösten sich Ende 1960er Jahre auf, nachdem Frampton sich Humble Pie angeschlossen hatte. In der Folge spielte Bown unter anderem bei Judas Jump und wirkte als Studiomusiker bei verschiedenen Aufnahmen mit. Beispielsweise wurde er für Tim Hardin und Status Quo sowie für Solo-Alben von Frampton aktiv. Gemeinsam mit Frampton produzierte Bown 1970 das erste Album Storyteller von The Storyteller, während er für die Produktion des Nachfolgers More Pages 1971 allein verantwortlich war. Kurz darauf heiratete er Caroline Attard, die Sängerin von The Storyteller, die sich daraufhin Carolyne Bown nannte.
In den 1970er Jahren veröffentlichte Bown darüber hinaus mehrere Soloalben unter eigenem Namen. Als Gastmusiker unterstützte er Pink Floyd 1979 auf der Tour zum Album The Wall, dokumentiert auf dem Album Is There Anybody Out There? The Wall Live 1980–81. Auch am 1983er-Album The Final Cut von Pink Floyd war er aktiv beteiligt. Im Jahre 1976 wurde er inoffizielles Mitglied von Status Quo und spielte unter anderem das typische Intro zum Song Rockin’ All over the World. Als Autor schrieb er diverse Stücke für Status Quo, darunter  Whatever You Want und Burning Bridges, beides Top-10-Hits in Großbritannien. Seit 1982 ist er Vollmitglied der Band, mit der er bis heute regelmäßig live auftritt. Der Keyboarder, der als weitere Instrumente unter anderem Bass, Gitarre und Mundharmonika spielt, ist das älteste Mitglied der Band.
2000 ließ er sich bei Status Quo vorübergehend durch Paul Hirsh ersetzen, um seine kranke Ehefrau Carolyn zu pflegen, die am 4. Juli 2001 an Krebs verstarb. 2002 übernahm Bown wieder die Keyboards bei Status Quo, die ihn während seiner Auszeit weiterhin offiziell als Mitglied der Band führten. 
Andy Bown ist seit 2004 in zweiter Ehe mit Ronnie (Veronica) verheiratet und lebt in Barnes im Südwesten Londons.
2011 erschien mit Unfinished Business, mehr als 30 Jahre nach dem Vorgänger Good Advice, wieder ein Solo-Album von Andy Bown. Dabei wurde er unter anderem von Henry Spinetti (Schlagzeug) unterstützt, der bereits in den 1960er Jahren gemeinsam mit Bown bei The Herd spielte.

## Diskografie (solo)
- Gone to My Head (April 1972, Mercury Records)
- Sweet William (Juni 1973, GM Records)
- Come Back Romance, All Is Forgiven (Juni 1977, EMI)
- Good Advice (März 1979, EMI)
- Unfinished Business (September 2011, Cherry Red Records)